# 土井健史
土井 健史（どい　たけし、1992年5月26日 - ）は、大阪府出身の、日本の柔道選手である。階級は73kg級。身長169cm。組み手は左組み。得意技は背負投。

## 経歴
柔道は4歳の時に土師道場で始めた。浜寺中学3年の時には全国中学校柔道大会の66kg級で2位になった。
天理高校に進むと、2年の時には全国高校選手権の73kg級で3位に入った。3年の時にはインターハイで優勝を飾った。
2011年には天理大学へ進学した。同じ階級の1学年上には後のリオデジャネイロオリンピックで金メダリストになる大野将平がいた。1年の時には全日本ジュニアで3位となった。2年の時には学生体重別で2位になった。講道館杯でも決勝で大野に敗れて2位だった。3年の時には東アジア大会で2位にとどまった。4年の時には講道館杯で3位となった。
2015年にはダイコロの所属となると、体重別では準決勝で世界チャンピオンである綜合警備保障の中矢力を有効で破るも、決勝でパーク24の橋本壮市に指導2で敗れて2位だった。名古屋で開催された東アジア選手権では決勝でバルセロナオリンピック71kg級金メダリストの古賀稔彦の長男である大成高校3年の古賀颯人を破って優勝した。また。団体戦でも優勝を果たした。講道館杯では3位だった。2016年の講道館杯では準決勝で中矢に払腰で敗れるが、3位決定戦で橋本を背負投で破った。グランドスラム・東京にはケガをした大野の代わりで出場すると、準決勝でリオデジャネイロオリンピック銅メダリストであるベルギーのディルク・バンティヘルトに袖釣込腰で一本勝ちするも、決勝では橋本に指導2で敗れて2位にとどまった。

## 戦績
- 2007年 -　全国中学校柔道大会　2位　66kg級
- 2010年 -　全国高校選手権　3位
- 2010年 -　インターハイ　優勝
- 2011年 -　フランスジュニア国際　優勝
- 2011年 -　全日本ジュニア　3位
- 2012年 -　学生体重別　2位
- 2012年　- 講道館杯　2位
- 2013年 -　東アジア大会　2位
- 2014年 -　講道館杯　3位
- 2015年 -　体重別　2位
- 2015年 -　東アジア選手権　個人戦　優勝　団体戦　優勝
- 2016年 -　講道館杯　3位
- 2016年　- グランドスラム・東京　2位
- 2019年 - 実業個人選手権　2位
- 2019年 -　講道館杯　3位

(出典、JudoInside.com)。